# بيل بيشوب (لاعب كرة قاعدة)
بيل بيشوب (بالإنجليزية: Bill Bishop)‏ هو لاعب كرة قاعدة أمريكي، ولد في 22 أكتوبر 1900 في هوتزدال في الولايات المتحدة، وتوفي في 14 فبراير 1956 في سانت جوزيف في الولايات المتحدة.

## وصلات خارجية
- بيل بيشوب (لاعب كرة قاعدة) على موقعبيزبول رفرنس.كوم (الدوري الرئيسي) (الإنجليزية)
- بيل بيشوب (لاعب كرة قاعدة) على موقعبيزبول رفرنس.كوم (الدوري الثانوي) (الإنجليزية)